# Marcel Marion
Pour les articles homonymes, voir Marion.
Noël-François-Marcel Marion, né le 4 mars 1857 à Rennes et mort le 23 mars 1940 à Paris 5e, est un historien français, spécialiste de l'histoire économique et financière de la France.

## Biographie
Fils d'Alexandre Marion, secrétaire du préfet d'Ille-et-Vilaine, et d'Eulalie Corrard, Marcel Marion suit ses études au collège Rodin, puis au lycée Charlemagne. Il est élève à l'École normale supérieue et agrégé d'histoire en 1880.
Il est professeur aux lycées d'Angoulême, de Bordeaux, de Reims et de Rennes, puis au collège Stanislas de Paris. Il obtient son doctorat en 1892 et il est chargé de cours à la faculté des lettres de Toulouse.
Il est professeur à la faculté des lettres de Bordeaux en 1896, puis professeur de faits économiques et sociaux au Collège de France à partir de 1912.
Il est élu membre de l'Académie des sciences, belles-lettres et arts de Bordeaux en 1903 et de l'Académie des sciences morales et politiques en 1926.
Il avait épousé Nicole Drevon, fille du polytechnicien Alexandre Joseph Drevon, inspecteur des Eaux et Forêts, et de Louise-Caroline Benoist de La Grandière. Elle était la descendante de Joseph-Claude Drevon et d'Étienne Benoist de La Grandière, ainsi que la sœur de Pierre Drevon, inspecteur général des finances, chef du service de l'Inspection générale des finances et administrateur de la Compagnie générale pour la navigation du Rhin. Il est le grand-père du général Marcel Marion (1924-2009).
Catholique, il est d'opinion conservatrice en matière politique, bien que défenseur de orthodoxie libérale en matière budgétaire dans la période d'entre-deux-guerres.

## Principales publications
- Machault d'Arnouville, étude sur l'histoire du contrôle général des finances de 1749 à 1754 (1891)
- Une Famine en Guyenne (1747-1748) (1891)
- La Bretagne et le duc d'Aiguillon, 1753-1770 (1898), Prix Thérouanne de l'Académie française en 1899
- L'Impôt sur le revenu au XVIIIe siècle, principalement en Guyenne (1901), Prix Halphen de l'Académie française
- État des classes rurales au XVIIIe siècle dans la généralité de Bordeaux, Paris, A. Picard et fils, 1902, 126 p. (lire en ligne)
- Le Garde des sceaux Lamoignon et la réforme judiciaire de 1788 (1905), Prix Thérouanne de l'Académie française en 1906
- La Vente des biens nationaux pendant la Révolution, avec étude spéciale des ventes dans le département de la Gironde et du Cher (1908)
- Les Impôts directs sous l'Ancien Régime, principalement au XVIIIe siècle (1910)
- Histoire financière de la France depuis 1715 (6 volumes, A. Rousseau, 1914-1931)
- Dictionnaire des institutions de la France aux XVIIe et XVIIIe siècles (1923). Réédition : A. et J. Picard, Paris, 1999.
- Ce qu'il faut connaître des crises financières de notre histoire (1926)
- Histoire du Berry et du Bourbonnais (1933)
- Le Brigandage pendant la Révolution (1934)
- Petite Histoire du second cartel, 1932-193? (1935)

## Distinctions
- Officier de la Légion d'honneur

### Sources
- Christophe Charle, Eva Telkes, Les professeurs du Collège de France : dictionnaire bibliographique (1901-1939), 1988